# Aéroport international de Great Falls
L'aéroport international de Great Falls est un aéroport public/militaire, dans la périphérie de la ville à environ 5 kilomètres au sud-ouest du centre de Great Falls dans le comté de Cascade, dans le Montana.
Le Plan national des systèmes aéroportuaires intégrés pour 2011-2015 l'a classé comme un aéroport de service commercial principal. Les dossiers de la Federal Aviation Administration indiquent que l'aéroport a accueilli 143 811 passagers (embarquements) au cours de l'année civile 2008, 146 438 en 2009 et 155 204 en 2010.
L'aéroport international de Great Falls abrite la base de la Garde nationale aérienne de Great Falls (Great Falls ANGB), qui abrite la 120th Airlift Wing (en) de la Garde nationale aérienne du Montana (en) (120 AW). Géré sur le plan opérationnel par l'Air Mobility Command (AMC), la 120 AW s'est équipée du Lockheed C-130 Hercules en 2014, qu'elle utilise dans des missions de transport aérien. Dans sa précédente forme en tant que 120th Fighter Wing, elle utilisait des McDonnell Douglas F-15 Eagle.
La base aérienne de Malmstrom, qui abrite la 341st Missile Wing  (341 MW) de l'Air Force Global Strike Command (AFGSC), se trouve à 16 kilomètres à l'est de la ville. Avec le transfert des ravitailleurs KC-135 dans les années 1990, la piste de 3 657 mètres de Malmstrom est fermée à la circulation pour les aéronefs à voilure fixe et ouverte uniquement aux hélicoptères militaires, Great Falls ANGB accueille de ce fait les appareils militaires à voilure fixe desservant Malmstrom.

## Historique
L'aéroport international de Great Falls a été inauguré en novembre 1928. L'aéroport a été loué par le département de la Guerre des États-Unis pendant la Seconde Guerre mondiale et est devenu le domicile du 7th Ferrying Group (Air Transport Command) des U.S.Army Air Forces pendant la guerre. Pendant les années de guerre, plus de 7 500 bombardiers et avions de chasse sont passés par Great Falls en route vers l'Europe et le Pacifique. L'armée américaine a acquis 300 hectares supplémentaires et construit de nombreux bâtiments et autres installations. L'aéroport resta sous le contrôle du gouvernement jusqu'en juin 1948, date à laquelle le département de la Défense l'a cédé à la ville de Great Falls avec la stipulation que l'installation pouvait revenir au contrôle militaire en cas d'urgence nationale. L'aéroport a été libéré de cette clause en 1961.
En 1975, le terminal a été remplacé et toutes les pistes, aires de trafic et voies de circulation rénovées. Grâce aux fonds de contrepartie de la Federal Aviation Administration, la Great Falls International Airport Authority effectue des opérations annuelles de maintenance et d'amélioration de la plateforme.
En 2011, l'aéroport a enregistré le plus d'embarquements (172 415) de son histoire. Il était le cinquième des 15 principaux aéroports de l'État en 2011, derrière Billings (407 960 embarquements), Bozeman (397 822), Missoula (292 530) et Kalispell (179 034).
Début 2012, Frontier Airlines a annoncé de nouveaux vols vers Great Falls depuis le hub de Denver. L'autorité aéroportuaire espérait remédier à la hausse des prix des billets et à une pénurie saisonnière de sièges avec des vols Frontier à bas prix, mais Frontier a annoncé qu'elle se retirerait de Great Falls lors de la restructuration de son hub de Denver en décembre 2014.
AvMax, une entreprise de maintenance et de réparation de gros jets basée à Calgary, a ouvert un centre sur le en 2006 employant 150 personnes.

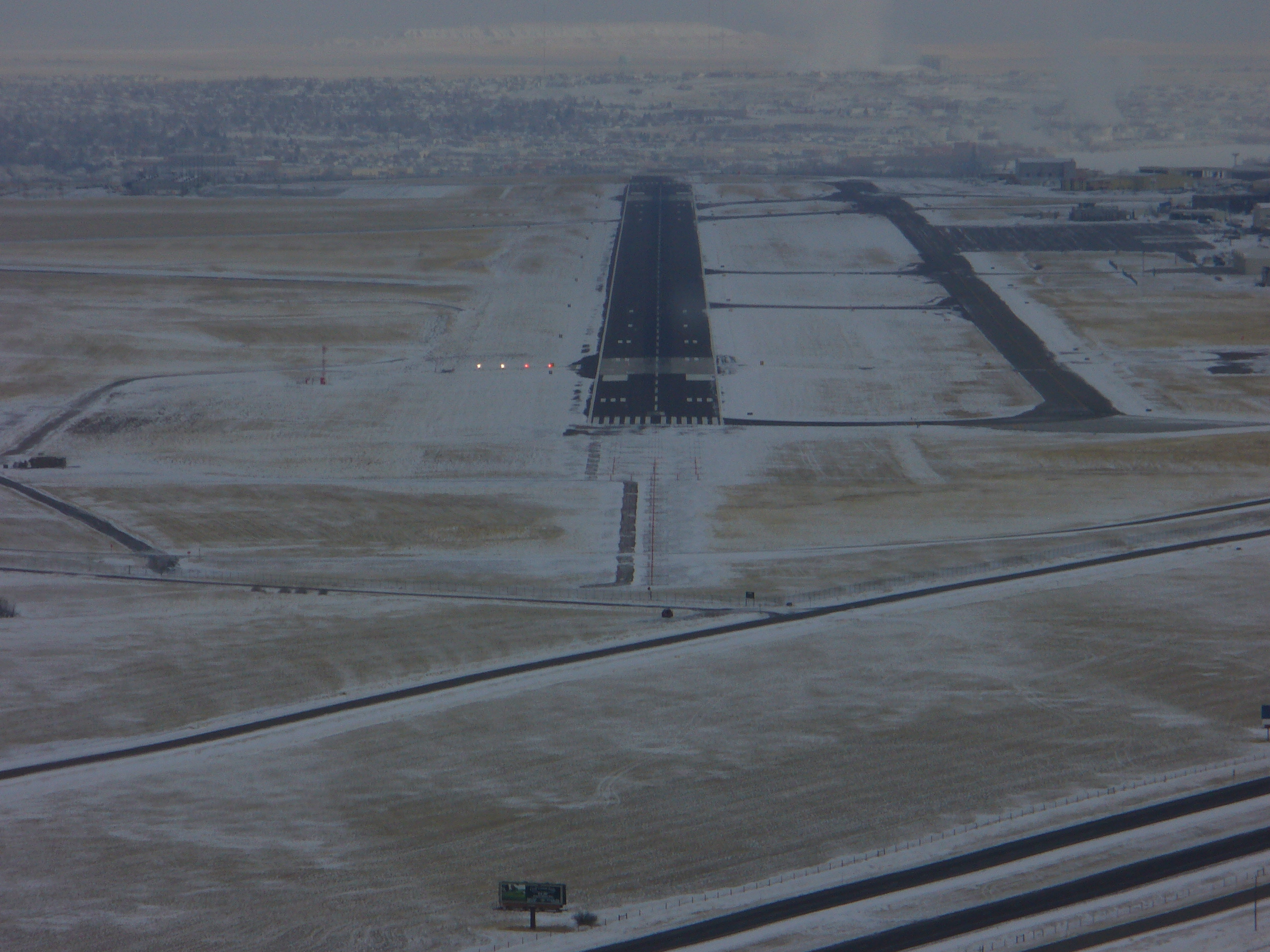
Approche finale pour la piste 3.

## Collection de maquettes d'avions
Le terminal contient ce que l'on pense être la plus grande collection de maquette d'avions au monde. 883 de ces avions sont exposés, soit environ les 2/3 de toute la collection. Les modèles ont été construits et peints par Bary Poletto, un habitant de Great Falls, de 1977 à 2003.

## Installations

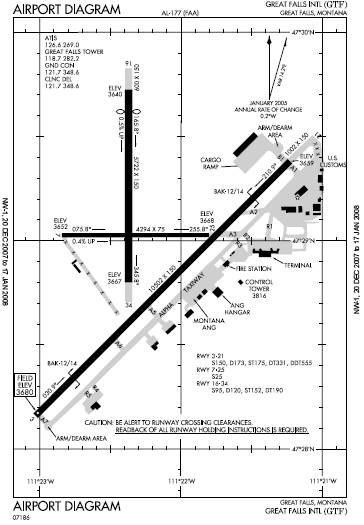
Carte de l'aéroport

L'aéroport couvre 855 hectares à une altitude de 1 122 mètres. Il possède trois pistes d'asphalte : une orientée 3/21 mesurant 3 201 mètres de long pour 46 mètres de large ; une orientée 16/34 mesurant1 744 mètres de long pour 46 mètres de large; et une orientée 7/25 mesurant 1309 mètres de long pour 23 mètres de large.
Au cours de l'année se terminant le 31 mars 2011, l'aéroport comptait 41 591 opérations aériennes, en moyenne 113 par jour : 52 % d'aviation générale, 25 % de taxi aérien, 12 % de transport aérien et 11 % militaire. 108 avions étaient alors basés sur cet aéroport: 61% étant des monomoteurs, 17 % des militaires, 11,1 % des multimoteurs, 8 % des hélicoptères et 3 % des jets.

## Compagnies aériennes et destinations

### Passagers
| Compagnies       | Destinations                |
| ---------------- | --------------------------- |
| Alaska Airlines  | Seattle-Tacoma              |
| Allegiant Air    | Las Vegas, Phoenix          |
| Delta Connection | Minneapolis, Salt Lake City |
| United Express   | Denver En saison : Chicago  |

### Fret
| Compagnies         | Destinations             |
| ------------------ | ------------------------ |
| FedEx Express      | Billings, Memphis, Reno  |
| Empire Airlines    | Kalispell (en), Missoula |
| Alpine Air Express | -                        |
| Ameriflight        | -                        |
| Corporate Air      | -                        |

## Statistiques

### Destinations
| Rang | Ville               | Passagers | Compagnie |
| ---- | ------------------- | --------- | --------- |
| 1    | Salt Lake City      | 41 620    | Delta     |
| 2    | Denver              | 35 230    | United    |
| 3    | Seattle             | 32 260    | Alaska    |
| 4    | Minneapolis/St Paul | 27 360    | Delta     |
| 5    | Las Vegas           | 15 850    | Allegiant |
| 6    | Phoenix-Mesa        | 15 730    | Allegiant |
| 7    | Chicago–O'Hare      | 1 800     | United    |